# The Pet Hen
The Pet Hen è un cortometraggio muto del 1914 diretto da W.P. Kellino.

## Produzione
Il film fu prodotto dalla Vaudefilms.

## Distribuzione
Distribuito dalla A & C, il film - un cortometraggio di 183 metri - uscì nelle sale cinematografiche britanniche nel novembre 1914.